# 米广江

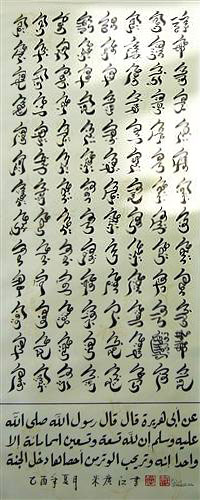
用汉字式的伊斯兰书法書寫真主的九十九個尊名
落款处的“乙酉年 米廣江 書”清晰可见

米广江（1963年—），經名努伦丁，又稱哈吉·努伦丁·米广江，回族，生于山東禹城，是一位伊斯兰书法家。擅于创作汉字式的伊斯兰书法，目前为埃及书法协会会员。曾于大英博物馆举办展览“Word into Art”。